# 3 травня
3 травня — 123-й день року (124-й у високосні роки) в григоріанському календарі. До кінця року залишається 242 дні.

## Свята і пам'ятні дні

### Міжнародні
- ООН: Всесвітній день свободи преси.
- День Сонця.

### Національні
- Польща: Національне свято Конституції 3 травня 1791 року; День Пресвятої Діви Марії, королеви Польщі.
- Японія: Національне свято Японії. День Конституції (1947)
- Туреччина: День збройних сил (1920)
- Франція: Свято поезії в Тулузі.
- США: День кексів з малиною і День шоколадного заварного крему. День тварин з обмеженими можливостями.
- Аргентина: День міланеси (страва).

### Професійні
- День кондитера.
- Гондурас: День архітектора.

### Релігійні

#### Християнство
День Святого Александра I, Папи Римського.
Православні:
- Мучеників Тимофія і Маври.
- Преподобного Феодосія, ігумена Києво-Печерського.
- Преподобного Петра, чудотворця, єпископа Аргоського.

### Іменини
✝  Католицькі:
✙ Православні: Тимофій, Феодосій, Петро

## Події
- 1481 — найбільший із трьох землетрусів стався на острові Родос і спричинив приблизно 30 000 жертв.
- 1568 — розгнівані жорстоким наступом іспанських військ на форт Керолайн, французькі війська спалюють форт Сан-Матео та вбивають сотні іспанців.
- 1616 — Луденський договір завершує громадянську війну у Франції.
- 1715 — повне сонячне затемнення видно в Північній Європі та Північній Азії, як передбачав Едмонд Галлей з точністю до чотирьох хвилин.
- 1783 — російська імператриця Катерина II заборонила указом селянам Лівобережної України та Слобожанщини переселятися з місць останньої ревізії: відбулось закріпачення селян.
- 1791 — Надзвичайний Сейм Речі Посполитої прийняв Конституцію 3 травня — другу конституцію в Європі (після Конституції Пилипа Орлика 1710-го року) і третю у світі (після Конституції США). У Польщі цей день відзначається як національне свято.
- 1808 — Фінська війна: Швеція втрачає фортецю Свеаборг.
- 1815 — Неаполітанська війна: Йоахім Мюрат, король Неаполя, зазнав поразки від австрійців у битві при Толентіно, вирішальній битві війни.
- 1841 — Нова Зеландія оголошена британською колонією.
- 1880 — відкрито перший в Україні львівський кінний трамвай.
- 1991 — у столиці Намібії підписана «Віндхукська декларація», що закликає уряди держав всього світу забезпечувати свободу преси і її демократичний характер. За рішенням ЮНЕСКО визначений як Всесвітній день свободи преси.
- 1995 — указом Президента Л.Кучми встановлено перший після 1991 року орден України — Богдана Хмельницького.
- 2004 — протестантські церкви, що існували в Нідерландах протягом сотень років роздільно, об'єдналися в Протестантську церкву Нідерландів.
- 2014 — створено добровольчий батальйон «Айдар».

## Народились
Дивись також Категорія:Народились 3 травня
- 1469 — Нікколо Мак'явеллі, політичний діяч і мислитель, державний секретар Флоренції.
- 1606 — Лоренцо Ліппі, італійський художник та поет доби бароко.
- 1678 — Амаро Парго, пірат, іспанський капер і торговець.
- 1686 — Антоніо Гаї, венеційський скульптор.
- 1892 — Джордж Паджет Томсон, англійський фізик, лауреат Нобелівської премії 1937 року.
- 1897 — Януарій Бортник, український режисер і актор.
- 1898 — Голда Меїр, ізраїльська державна діячка родом з України. Одна з засновників держави Ізраїль, 4-й прем'єр-міністр Ізраїлю.
- 1900 — Микола Яковченко, український актор театру й кіно на характерних ролях (†1974).
- 1917 — Киро Глигоров, перший президент Північної Македонії.
- 1930 — Степан Пінчук, український критик, літературознавець, перекладач.
- 2005 — Максвелл Дженкінс, американський актор («Восьме чуття»).

## Померли

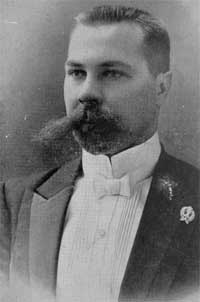
Микола Міхновський

Дивись також Категорія:Померли 3 травня
- 1074 — Феодосій Печерський, церковний діяч, автор повчань.
- 1616 — Вільям Шекспір, англійський драматург, актор і поет.
- 1653 — Адам Кисіль, український урядник, політичний і державний діяч Речі Посполитої. Воєвода брацлавський, київський.
- 1703 — Еглон Хендрік ван дер Нер, нідерландський живописець-пейзажист Золотої доби Голландії; син Арта ван дер Нера.
- 1704 — Генріх Ігнац Франц фон Бібер, австрійський композитор і скрипаль родом з Богемії.
- 1839 — Фердинандо Паер, італійський композитор австрійського походження.
- 1845 — Томас Гуд, англійський поет, гуморист та сатирик.
- 1856 — Адольф Шарль Адам, французький композитор, музичний критик. Найвідоміші його балети «Жізель» (1841) i «Корсар» (1856).
- 1867 — Михайло Лазаревський, близький товариш Тараса Шевченка, один з шести братів Лазаревських.
- 1873 — Степан Руданський, український поет.
- 1924 — Микола Міхновський, український політичний та громадський діяч, правник, публіцист, основоположник, ідеолог і лідер самостійницької течії українського руху кінця XIX — початку ХХ ст.
- Микола Міхновський
- 1981 — Оскар Сандлер, український композитор.
- 1987 — Даліда, співачка й акторка італійського походження.
- 2004 — Джеймс Мейс, американо-український історик, політолог, дослідник Голодомору в Україні (*1952).
- 2007 — Алемдар Караманов, український композитор. Народний артист України.
- 2010 — Флоренсіо Кампоманес, філіппінський шахіст, президент ФІДЕ у 1982—1995.
- 2015 — Резо Чхеїдзе, грузинський актор та режисер. Найвідоміший його фільм (Батько солдата (1964).